# Neptis dohertyi
Neptis dohertyi är en fjärilsart som beskrevs av Smith 1895. Neptis dohertyi ingår i släktet Neptis och familjen praktfjärilar. Inga underarter finns listade i Catalogue of Life.